# Daria Gleißner
Daria Gleißner (* 30. Juni 1993 in Kaufbeuren) ist eine deutsche Eishockeyspielerin, die seit 2011 für den ECDC Memmingen in der Fraueneishockey-Bundesliga spielt.

## Karriere
Daria Gleißner stand im Alter von drei Jahren das erste Mal auf Schlittschuhen und wurde später durch ihren Vater zusammen mit ihrem Bruder beim ESV Kaufbeuren angemeldet. Dort durchlief sie die männlichen Nachwuchsmannschaften und spielte zwischen 2006 und 2011 in der Schüler-Bundesliga für den Verein. Parallel kam sie in der Saison 2010/11 für die Frauenmannschaft des Vereins in der Landesliga Bayern zum Einsatz. Anschließend wechselte sie zum ECDC Memmingen, für den sie seither in der Fraueneishockey-Bundesliga aktiv ist. 2013 gewann sie den DEB-Pokal mit den Memmingen Indians.
2016 gewann sie ihre erste deutsche Meisterschaft mit dem ECDC Memmingen.
Daria Gleißner nahm im Juniorenbereich an den U18-Weltmeisterschaften 2009, 2010 und 2011 teil.
Bei der Frauen-Weltmeisterschaft 2012 belegte sie mit dem Frauen-Nationalteam den siebten und beim Turnier im folgenden Jahr den fünften Platz. Sie war auch für die Olympischen Winterspiele 2014 in Sotschi nominiert, musste aber verletzungsbedingt absagen und wurde durch Lisa Schuster ersetzt. Bei der Weltmeisterschaft 2015 stieg Deutschland aus der Top- in die Division I ab. Ein Jahr später, bei der Frauen-Weltmeisterschaft 2016 schaffte Gleißner mit dem Team den Wiederaufstieg in die Top-Division. Weitere Teilnahmen an Weltmeisterschaften folgten 2017, 2019, 2022, 2023 und 2024.

## Erfolge und Auszeichnungen
- 2013 Gewinn des DEB-Pokals mit dem ECDC Memmingen
- 2016 Deutscher Meister mit dem ECDC Memmingen
- 2016 Gewinn des DEB-Pokals mit dem ECDC Memmingen
- 2016 Aufstieg in die Top-Division bei der Weltmeisterschaft der Division I
- 2017 Gewinn des DEB-Pokals mit dem ECDC Memmingen
- 2018 Deutscher Meister mit dem ECDC Memmingen
- 2018 Gewinn des DEB-Pokals mit dem ECDC Memmingen
- 2019 Deutscher Meister mit dem ECDC Memmingen
- 2023 Deutscher Meister mit dem ECDC Memmingen
- 2024 Deutscher Meister mit dem ECDC Memmingen

## Karrierestatistik
(Legende zur Spielerstatistik: Sp oder GP = absolvierte Spiele; T oder G = erzielte Tore; V oder A = erzielte Assists; Pkt oder Pts = erzielte Scorerpunkte; SM oder PIM = erhaltene Strafminuten; +/− = Plus/Minus-Bilanz; PP = erzielte Überzahltore; SH = erzielte Unterzahltore; GW = erzielte Siegtore; 1 Play-downs/Relegation; Kursiv: Statistik nicht vollständig)